# Эльвие-и Селасе
Эльвие-и Селасе (тур. Elviye-i Selâse, букв. «три лива», от араб. elviye — мн. ч. от liva) — название, использовавшееся в Османской империи в отношении трёх административных единиц (лив, или санджаков): Батум, Карс и Ардаган.

## История
Термин стал актуален после 1878 года, когда в результате Русско-турецкой войны 1877–1878 годов по условиям заключённого мирного договора Османская империя передала эти территории Российской империи.
Вновь в состав Османской империи Эльвие-и Селасе были включены после подписания Брест-Литовского мирного договора 3 марта 1918 года. Однако уже 30 октября того же года в соответствии с условиями Мудросского перемирия Османская империя была вынуждена оставить эти земли.
Впоследствии Батум, Карс и Ардаган некоторое время находились под контролем Республики Юго-Западного Кавказа, а затем перешли под управление Грузии и Армении. Согласно положениям Московского договора от 16 марта 1921 года и Карсского договора от 13 октября 1921 года, Батум был передан Грузии, а Карс и Ардаган — Турции.